# 安齊舞
安齊 舞（あんざい まい、1990年8月21日 - ）は、日本の元女性タレント。神奈川県出身。

## 略歴
- 1996年（平成8年） - 「安斎 舞」名義で芸能界デビュー。
- 1999年（平成11年） - NHK教育『天才てれびくんワイド』に、「てれび戦士」として4年間出演。
- 2000年（平成12年） - 「安齊 舞」に改名。
- 2011年（平成23年） - 芸能界を引退。
- 2023年（令和5年） - 結婚したことが結婚式に参列した中田あすみのブログで伝えられる[1]。

## 出演

### バラエティ
- 天才てれびくんワイド（1999年4月 - 2003年3月、NHK教育テレビ） - てれび戦士
- パジャマレンジャー（2003年 - 2004年、CS日本）
- ちゅろすでChu!（2004年、メガポート放送）

### テレビドラマ
- 大往生（1996年、NHK BS2）
- 義務と演技（1996年、TBSテレビ）
- まぶだち2（TBSテレビ）

### 映画
- きみにしか聞こえない（2007年）
- KIDS（2008年）
- 百万円と苦虫女（2008年）
- おにいちゃんのハナビ（2010年）

### 舞台
- ラジオと背中

### インターネットドラマ
- みらい少女シェリーココ（2003年12月 - 2004年2月） - 青葉芹夏 役

### CM
- 角川文庫、CD
- 学研、科学と学習
- バンダイ、あわ入浴剤
- バンダイ、ナイティシリーズ
- バンダイ、父の日コレクション
- 日本テレコム
- 小学館プロダクション、ドラゼミ

## 作品
デジタル写真集
- 美少女組!安齊舞 13才・冬（2004年1月22日）
- みらい少女シェリーココ写真集 Vol.2（2004年4月）